# Bruno da Silva (giocatore di football americano)
Bruno da Silva (São Bernardo do Campo, ...) è un ex giocatore di football americano brasiliano, che ha giocato come defensive lineman.